# Фучик, Юлиус (композитор)
Юлиус Арношт Вилем Фучик, Юлиус Эрнст Вильгельм Фучик (чеш. Julius Arnošt Vilém Fučík, нем. Julius Ernst Wilhelm Fucik; 18 июля 1872, Прага ― 25 сентября 1916, Берлин) ― австро-венгерский композитор, дирижёр и музыкант чешского происхождения. Автор знаменитого марша «Выход гладиаторов».

## Биография

### Молодые годы
Юлиус Фучик родился в 1872 году в семье мелкого ремесленника. С 1885 года, с возраста 13 лет, по совету своего дяди-музыканта и при финансовой помощи со стороны бабушки учится в Пражской консерватории по классу фагота у Мильде, скрипки у Бенневица и композиции. В последние полгода его обучения композицию в консерватории стал преподавать Дворжак, к которому у Фучика сохранилось уважительное отношение на всю жизнь, несмотря на строгость и резкость преподавания последнего.
После окончания консерватории в 1891 году Фучику предстояла военная служба. По совету одного из своих учителей, военного капельмейстера Благи, он поступает на неё досрочно и добровольно, чтобы иметь возможность выбора места службы. Блага порекомендовал ему 49-й пехотный полк, стоявший в Вене, капельмейстером в котором был уроженец Северной Чехии Людвиг Шлёгель. Однако фокус не удался. Едва Фучик прибыл в полк, как тот был передислоцирован в Кремс, а Шлёгель отправился на флот, в Пулу. Вместо него капельмейстером в полку стал Франц Йозеф Вагнер, имевший склонность к композиции — его марш Unter dem Doppeladler (рус. «Под двуглавым орлом»), известный у нас как «Орёл», исполняется и поныне по всему миру. Помимо этого, Вагнер обладал задатками продюсера и дипломата, умел легко заводить нужные связи, что помогало ему в проведении концертов и аналогичных мероприятий с участием полкового оркестра. Вполне вероятно, что пример этого старшего товарища и общение с ним (скорее всего, не только формально-служебное) и повлияло на дальнейшее решение Фучика связать свою жизнь с военной музыкой.
После увольнения с военной службы в 1894 году Фучик возвращается в Прагу и сталкивается с проблемой трудоустройства по специальности. Его бывший преподаватель профессор Мильде предлагает ему вакансию во Львове, но Фучик не хочет покидать Прагу и вместе со своим товарищами по учёбе и службе пытается организовать духовой секстет, но из-за недостатка желающих и нотного материала всё это выливается в Чешское камерное духовое трио. Первый концерт новообразованного коллектива закончился провалом, но следующие выступления были успешными, тем более, что в программе его выступлений стали появляться неизвестные ранее произведения молодого композитора. Помимо трио Фучик некоторое время играет в пражском Немецком театре в качестве второго фаготиста. В 1895 году Фучика и нескольких его однокашников приглашают для музыкального сопровождения Этнографической выставки.
Попытка превратить выставочный оркестр (Пражский городской оркестр) в нормальный симфонический коллектив провалилась, и в следующем году Фучик уезжает в Загреб, где недолго работает музыкантом в местном оперном театре. Следующим географическим пунктом на его жизненном пути становится хорватский Сисак, где Фучику предложена должность заведующего музыкальной частью магистрата (Musikdirektor’а) и регента хора Danica.

### Зрелые годы
В 1897 году, в возрасте 25 лет, Фучик решает покончить с вольной, но полной случайностей и неустроенности жизнью артиста, и стать военным капельмейстером. Это поприще он считал более подходящим для воплощения мечты своей жизни — стать известным композитором. Он направляется в 86-й пехотный полк, стоящий в Сараево. Теперь, когда не надо думать о завтрашнем дне и поисках хлеба насущного, у него появляются и время и желание выступать и творить, тем более, что вверенный ему полковой оркестр является единственным музыкальным коллективом в городе. Очень скоро энергичный и способный капельмейстер становится душой общества как офицеров, так и местого бомонда, изнывающих от гарнизонно-провинциальной скуки.
В 1900 году, после проведения положенного срока в провинциальной глуши, полк переводится в Будапешт и положение Фучика меняется. Теперь он не является монополистом в музыке, в городе есть несколько театров и ещё пять полков, каждый со своим оркестром. Постепенно Фучик со своим оркестром выходит на первое место среди военных оркестров, ему поручают участие и сопровождение самых ответственных мероприятий. С творчеством тоже всё в порядке, именно пребывание в Будапеште становится звёздным часом и самым продуктивным периодом Фучика-композитора. Устраивается и личная жизнь. Встреча в 1907 году и случайная связь с Кристиной Хардегг, незаконнорождённой дочерью некоего графа, преподающей немецкий язык венгерской знати, постепенно перерастает в серьёзное чувство и также вдохновляет композитора.
Но всё хорошее когда-нибудь кончается, и в 1909 году полк отправляют месить провинциальную грязь в Marie Theresiopel (совр. Суботица в Воеводине, Сербия). Фучик едет туда один, им постепенно овладевает депрессия. Как луч надежды он воспринимает в следующем, 1910 году известие о появившейся вакансии в 92-м пехотном полку, стоявшем в крепости Терезинштадт (нем. Theresienstadt, совр. Терезин в Чехии) и переводится туда. Наконец-то, он в Чехии, хотя и в 70-ти километрах к северу от родной Праги. Полковой оркестр, и так неплохой, быстро доводится до совершенства, и Фучик делает с ним пробный концерт в Праге. Но, увы, здесь ему оказались не рады. Его коллеги, как военные, так и гражданские, почувствовали в нём весьма опасного конкурента, к тому же их очень сильно раздражают его растущая известность успешного композитора и гражданская жена-немка. Через некоторое время Прага становится закрытой для Фучика, ему приходится выступать с оркестром на северочешских курортах, это прибыльно, но не приносит так желанной известности.
В феврале 1912 года в Берлине проводится Австрийский бал, и туда приглашается оркестр 92-го полка во главе с Фучиком. Берлинская публика приходит в восторг от выступлений оркестра, на некоторых концертах на открытом воздухе собиралось до 10 000 человек. Проживающий в Берлине брат Фучика Рудольф, советует ему перебраться в Берлин. После долгих раздумий 31 июля 1913 года Фучик подаёт в отставку, оформляет свои отношения с Кристиной и переезжает с ней в Берлин. Здесь он основывает музыкальный издательский дом «Tempo» и оркестр из чешских музыкантов. Поначалу дела идут неважно, но постепенно положение начинает выправляться, и тут начинается Первая мировая война. Как патриот, Фучик откликнулся на неё несколькими маршами, продолжает писать и произведения камерного характера, но в феврале 1915 года начинают проявляться признаки неизлечимой болезни, которая в следующем году сводит его в могилу, находящуюся на Кладбище Винограды в Праге.

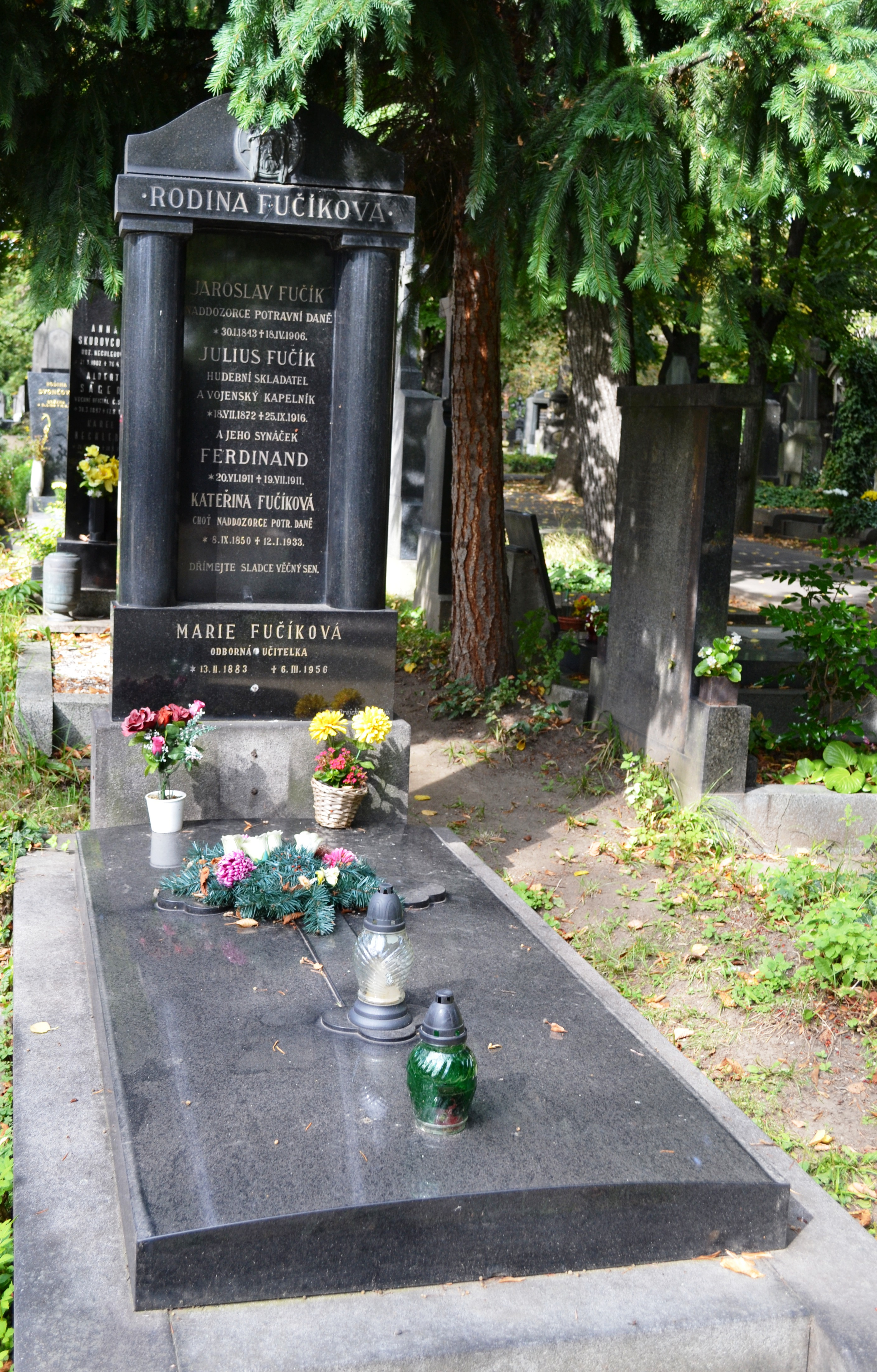
Могила на кладбище Винограды в Праге

## Творчество
Список произведений Фучика насчитывает 323 опуса и 17 непронумерованных творений. Произведения военной тематики, а именно марши, составляют всего четвёртую часть, всё остальное — симфонические, камерные, концертные и танцевальные произведения, что позволяет говорить о Фучике, как о композиторе общего направления. В дневниковых записях Фучика упоминается даже проект оперы «La Rosa di Toscana», которую ему возможно и удалось бы написать, если бы не помешала Первая мировая война. Фрагментом этой неосуществлённой оперы является «Флорентийский марш» (нем. Florentiner Marsch, op. 214, 1907), ставший вторым по популярности его произведением (после «Выхода гладиаторов»).
Одной из особенностей творчества Фучика является умение удивительно точно передать в музыке национальное своеобразие того или иного народа. Написанные им марши по национальным мотивам: венгерский «Аттила» (Attila, op. 211, 1907), словенский «Триглав» (Triglav, op. 72, 1900), судетско-немецкий «Марш Лайтмерицких стрелков» (нем. Leitmeritzer Schützenmarsch, op. 261, 1913), боснийско-герцеговинские «Сараево» (Sarajewo — Bosniaken, op. 66, 1899) и «Герцеговина» (Herzegowina или Hercegovac, op. 235, 1908) — яркое свидетельство этому. При этом следует учитывать, что сделать это в небольшой и строгой форме марша было весьма непросто.

## «Выход гладиаторов»
Самое известное произведение Фучика было закончено 17 октября 1899 года в Сараево. Сначала оно называлось «Grande Marche Chromatique» (рус. «Большой хроматический марш»), но затем Фучик сменил название на ставшее известным всему миру: «Выход гладиаторов» (нем. Einzug der Gladiatoren, чеш. Vjezd gladiátorů, англ. Entrance of the Gladiators). Поводом послужил прочитанный им роман Генрика Сенкевича «Камо грядеши» (лат. «Quo vadis?»), особенно описание гладиаторов на арене римского амфитеатра. В соответствии с новым названием первая часть марша описывала выход гладиаторов на арену, вторая — их схватку, а третья — шествие и уход победителей.
В 1910 году канадский композитор Луи-Филлип Лорандо (фр. Louis-Phillipe Laurendeau) сделал аранжировку этого марша для небольшого духового оркестра, назвав её «Гром и молния» (англ. Thunder and Blazes). Она быстро получила распространение в цирковых оркестрах (особенно первая, самая громкая и яркая часть, которой предваряли выход клоунов, борцов и прочих артистов, составлявших гвоздь программы), а также в различных городских, школьных и прочих корпоративных оркестрах, участвовавших в уличных шествиях.

## Фучик и Россия
Произведения Фучика стали известны в России ещё до смерти композитора. Помимо «Выхода гладиаторов», прописавшегося почти в каждом цирке, были известны его марши, вальсы и прочие произведения. Например, известна грампластинка с записью марша «Лихо вперёд!» (нем. Schneidig vor, op. 79, 1906) в исполнении оркестра лейб-гвардии Волынского полка под управлением В. Павелко.

## Родственные связи
Чехословацкий журналист Юлиус Фучик ― племянник композитора. Дядя оказал влияние на увлечение племянника музыкой, что нашло отражение в «Репортаже с петлёй на шее». Фучик вспоминает дядю в последних письмах из Берлина с грустной иронией говоря о том, что Фучикам видимо судьбой предназначено умирать в немецкой столице. 
В 2010 году улица в Варшаве, носившая имя журналиста Юлиуса Фучика, переименована в честь его племянника — таким образом, не изменив название.